# Beautiful Life (álbum de Guy Sebastian)
Beautiful Life —en español: «Vida bella»— es el segundo álbum de estudio del cantante de música pop Guy Sebastian, lanzado el 18 de octubre de 2004 bajo el sello de Sony BMG, el álbum lanzó tres sencillos musicales («Out with my baby», «Kryptonite» y «Oh Oh»).
Para la formación del álbum Sebastian viajó a Estados Unidos y a Europa después de terminar su promoción de Just as I Am en Australia.

## Lista de canciones
1. "Out with My Baby"    (Guy Sebastian/Robin Thicke/James Gass)
2. "Kryptonite"    (Guy Sebastian/Beau Dozier)
3. "Sweetest Berry"     (Jamey Jaz/David Ryan Harris)
4. "Wait"     (Guy Sebastian/Brian McKnight)
5. "Back in the Day" (Guy Sebastian/Fredrik "Fredro" Odesjo/Mats Berntoft)
6. I Wish     (Stevie Wonder)
7. "Anthem of Why"     (Guy Sebastian/Karlsson/Pontus Winnberg/Henrik Jonback)
8. "Story of a Single Man"     (Guy Sebastian/Julian Bunetta)
9. "How"     (Robin Thicke)
10. "Forever with You featuring Mýa"    (Guy Sebastian)
11. "Make Heaven Wait"     (Jack Kugell/Jamie Jones/Jason Pennock/Martin Kember/David Garcia)
12. "Fiend for You" (Guy Sebastian/Robin Thicke/Robert Daniels/James Gass)
13. "Oh Oh"    (Guy Sebastian/Jarrad Rogers)
14. "Beautiful Life featuring Rashaan"     (Guy Sebastian/Jarrad Rogers/Rahsaan Patterson)